# خورخي سولير غونزاليس
خورخي سولير غونزاليس هو كاتب وطبيب وأستاذ جامعي وسياسي إسباني، ولد في 1975 في لاردة في إسبانيا. نشط حزبياً في مواطنون (2015 – 2015). في 2017 Catalan regional election ‏، انتخب عضو البرلمان الكاتالوني ‏ عن دائرة Lleida (Parliament of Catalonia constituency) ‏ وقد انضم خلال فترته النيابية ‏ (17 يناير 2018 – ) للكتلة البرلمانية Citizens Group of the Parliament of Catalonia ‏ وفي الانتخابات البرلمانية الكاتالونية 2015، انتخب عضو البرلمان الكاتالوني ‏ عن دائرة Lleida (Parliament of Catalonia constituency) ‏ وقد انضم خلال فترته النيابية ‏ (26 أكتوبر 2015 – 28 أكتوبر 2017) للكتلة البرلمانية Citizens Group of the Parliament of Catalonia ‏.